# فيدورا (قبعة)

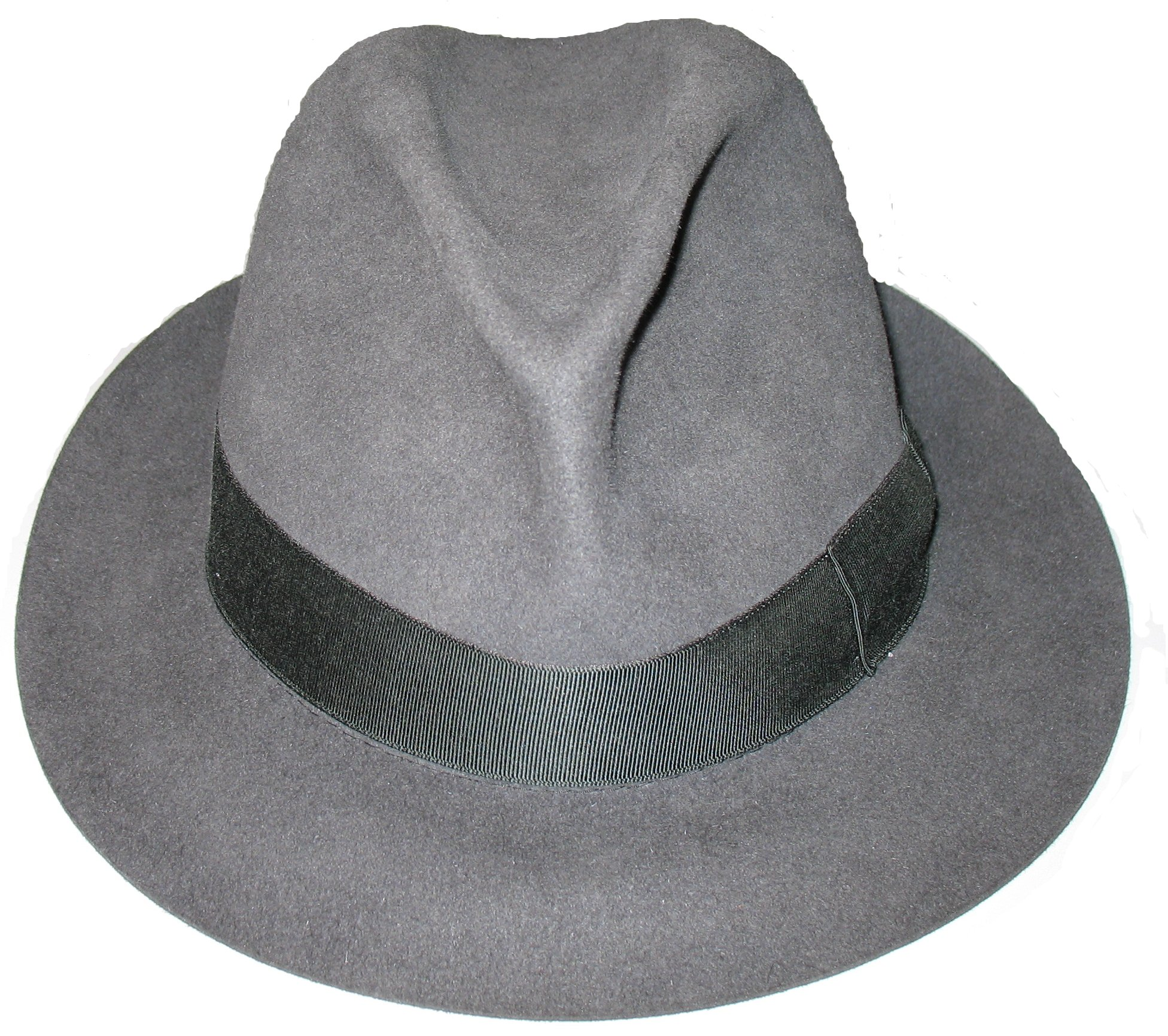
فيدورا مصنوعة من بورسالينو، مع تاج على شكل دمعة

الفيدورة أو الفِدورة هي قبعة ذات حافة ناعمة. عادة ما تُطوى بالطول أسفل التاج و «مقروص» بالقرب من الأمام على كلا الجانبين. ويمكن أيضًا تجعيد القبعة بواسطة التيجان الدمعية والتيجان الماسية والخدوش المركزية وغيرها ويمكن أن يختلف موضع القرصة. يبلغ ارتفاع التاج النموذجي 4.5 بوصة (11 سـم)، وقد تم استخدام مصطلح فيدورة في وقت مبكر من عام 1891م.
عادة ما تكون حافة قبعة فيدورة عريضة، حوالي 2.5 بوصة (6.4 سـم)عرضًا، ويمكن تركه خامًا (يسارًا كقطع)، وينتهي بحياكة مخيطة أو سفلية أو مربوطًا بشريط تقليم.